# Mets Ayrum
Mets Ayrum (en arménien Մեծ Այրում) est une communauté rurale du marz de Lorri en Arménie. Comprenant également la localité de Pokr Ayrum, elle compte 911 habitants en 2008.